# 預覽程式

預覽程式中文界面

預覽程式(Preview)是Mac OS X作業系統中的影像檢視器及PDF閱讀器。跟Mac OS X本身一樣，是從NeXT的OpenStep作業系統裡衍生出來的。
預覽程式可以打開下列的圖片格式：
- AI － Adobe Illustrator使用的向量格式
- BMP － 點陣圖
- DNG
- EPS － Encapsulated PostScript
- FAX
- FPX
- GIF － 圖形交換格式
- HDR － 高動態範圍成像
- ICNS
- ICO － 圖標格式
- JPEG 2000
- JPEG － 聯合圖像專家組
- OpenEXR
- PS － PostScript
- PSD － Photoshop文件
- PICT
- PDF － 攜帶型文件格式
- PNG － 攜帶型網路圖片
- PNTG
- QTIF
- RAD
- RAW － Raw圖像文件
- SGI
- TGA
- TIF,TIFF － 標籤圖像文件格式
- XBM

預覽程式中有些簡單的裁減工具及旋轉工具，並且可以更改PDF檔的文字及頁面排版。它也可以轉換檔案格式，可輸出BMP、JP2(JPEG 2000)、JPEG、PDF、PICT、PNG、SGI、TGA、和TIFF檔。

## 外部連結
- （繁體中文）https://web.archive.org/web/20081216193639/https://www.apple.com/tw/macosx/features/300.html#preview
- （简体中文）https://web.archive.org/web/20090124153828/http://apple.com.cn/macosx/features/300.html#preview
- （英文）https://web.archive.org/web/20081215210759/http://www.apple.com/macosx/features/300.html#preview